# علم لا ريونيون
علم جزيرة ريونيون الرسمي هو العلم الفرنسي ذو الألوان الثلاثة الأزرق والأبيض والأحمر.

## أعلام مقترحة

العلم المقترح من قبل جمعية علم ريونيون.
العلم المقترح من قبل جمعية فيكسل لولوجي في جزيرة ريونيون.
العلم المقترح من قبل الحركة القومية في جزيرة ريونيون.
علم التعددية الثقافية.